# کوه ریلیچ
کوه ریلیچ (به لاتین: Rilić) یک دیواره در کرواسی است که در کرواسی واقع شده‌است. کوه ریلیچ ۱٬۱۶۰ متر بالاتر از سطح دریا واقع شده‌است.